# Cyphastrea serailia
Cyphastrea serailia is een rifkoralensoort uit de familie van de Merulinidae. De wetenschappelijke naam van de soort is voor het eerst geldig gepubliceerd in 1775 door Peter Forsskål.